# Constitutioneel referendum in Liberia (1849)
Het constitutioneel referendum in Liberia van 1849 werd op 1 mei van dat jaar gehouden en handelde over het voornemen van de regering om het aantal leden voor het Huis van Afgevaardigden voor Sinoe County uit te breiden van een naar drie. Ten minste een meerderheid van twee derde van de kiezers (het grondwettelijk vereiste minimum) heeft met dit regeringsvoornemen ingestemd.
Het referendum werd gelijktijdig gehouden met de verkiezingen.

## Bron
- (en)  African Elections Database: 1849 Liberian Referendum
- (de)  Liberia, 1. Mai 1849 : Mehr Abgeordnete für Sinoe, Database and Search Engine for Direct Democracy